# Castello di Pizzighettone
Il castello di Pizzighettone (o rocca di Pizzighettone) era un'antica roccaforte medievale di Pizzighettone, in provincia di Cremona.

## Collocazione e storia
Eretto in fregio all'Adda nel XI secolo, il castello di Pizzighettone fu completamente rifatto nel 1333 dai cremonesi, i quali lo dotarono di quattro torrioni e una doppia cerchia di mura.
Nel 1333 fu conquistato dai Visconti, che in serguito lo utilizzarono come baluardo a protezione del borgo e dei confini del Ducato di Milano.
Nella torre del castello venne rinchiuso il 24 febbraio 1525 il re di Francia Francesco I, dopo la sconfitta subita nella battaglia di Pavia ad opera degli imperiali.
Dell'antico castello si conservano l'imponente Torre del Guado (già adibita a museo delle armi) e la mozza Torre del Governatore.